# Pływanie na Igrzyskach Śródziemnomorskich 2009
pływanie na Igrzyskach Śródziemnomorskich 2009 odbywało się w dniach 27 czerwca – 1 lipca w kompleksie basenów Naiadi w Pescarze. W tabeli medalowej tryumfowali gospodarze igrzysk.

## Mężczyźni
| Konkurencja                                 | | Wynik       | | Wynik    |                                                                                              | Wynik    |
| ------------------------------------------- | --------------------------------------------------------------------------------------------------- | ----------- | --- | -------- | -------------------------------------------------------------------------------------------- | -------- |
| 50 m stylem dowolnym                        | Frédérick Bousquet                                                                                  | 21,17 GR    | Alain Bernard                                                                                          | 21,62    | Federico Bocchia                                                                             | 22,05    |
| 100 m stylem dowolnym                       | Alain Bernard                                                                                       | 47,83 GR    | Filippo Magnini                                                                                        | 48,27    | Nabil Kebbab                                                                                 | 48,89    |
| 100 m stylem dowolnym (paraolimpijskim S10) | David Levecq Vives                                                                                  | 54,46       | José Mari Alcaraz                                                                                      | 56,97    | Vincent Rupp                                                                                 | 58,98    |
| 200 m stylem dowolnym                       | Oussama Mellouli                                                                                    | 1:46,44 GR  | Ahmed Mathlouthi                                                                                       | 1:47,00  | Marco Belotti                                                                                | 1:47,29  |
| 400 m stylem dowolnym                       | Oussama Mellouli                                                                                    | 3:42,71 GR  | Samuel Pizzetti                                                                                        | 3:48,37  | Ahmed Mathlouthi                                                                             | 3:49,65  |
| 1500 m stylem dowolnym                      | Oussama Mellouli                                                                                    | 14:38,01 GR | Federico Colbertaldo                                                                                   | 15:04,23 | Marcos Rivera Miranda                                                                        | 15:11,60 |
| 50 m stylem grzbietowym                     | Aschwin Wildeboer Faber                                                                             | 24,73 GR    | Camille Lacourt                                                                                        | 25,03    | Jérémy Stravius                                                                              | 25,04    |
| 100 m stylem grzbietowym                    | Aschwin Wildeboer Faber                                                                             | 52,87 GR    | Aristidis Grigoriadis                                                                                  | 54,00    | Mirco Di Tora                                                                                | 54,45    |
| 200 m stylem grzbietowym                    | Aschwin Wildeboer Faber                                                                             | 1:54,96 GR  | Sebastiano Ranfagni                                                                                    | 1:58,59  | Damiano Lestingi                                                                             | 1:59,96  |
| 50 m stylem klasycznym                      | Alessandro Terrin                                                                                   | 27,22 GR    | Emil Tahirovič                                                                                         | 27,27    | Čaba Silađi                                                                                  | 27,34    |
| 100 m stylem klasycznym                     | Melquiades Alvarez                                                                                  | 1:00,45 GR  | Čaba Silađi                                                                                            | 1:00,68  | Luca Pizzini                                                                                 | 1:01,26  |
| 200 m stylem klasycznym                     | Melquiades Alvarez                                                                                  | 2:09,69 GR  | Edoardo Giorgetti                                                                                      | 2:10,11  | Romanos-Iasonas Alyfantis                                                                    | 2:11,54  |
| 50 m stylem motylkowym                      | Mario Todorović                                                                                     | 23,61 GR    | Ivan Lenđer                                                                                            | 23,65    | Mattia Nalesso                                                                               | 23,81    |
| 100 m stylem motylkowym                     | Ivan Lenđer                                                                                         | 51,79 GR    | Clement Lefert                                                                                         | 51,93    | Peter Mankoč                                                                                 | 52,06    |
| 200 m stylem motylkowym                     | Thomas Vilaceca                                                                                     | 1:57,77     | Francesco Vespe                                                                                        | 1:57,78  | Niccolò Beni                                                                                 | 1:57,92  |
| 200 m stylem zmiennym indywidualnie         | Oussama Mellouli                                                                                    | 1:58,38 GR  | Romanos-Iasonas Alyfantis                                                                              | 1:59,89  | Alessio Boggiatto                                                                            | 2:01,13  |
| 400 m stylem zmiennym indywidualnie         | Oussama Mellouli                                                                                    | 4:10,53 GR  | Luca Marin                                                                                             | 4:13,58  | Luca Angelo Dioli                                                                            | 4:15,13  |
| Sztafeta 4×100 m stylem dowolnym            | Francja · Frédérick Bousquet · William Meynard · Amaury Leveaux · Alain Bernard                     | 3:12,03 GR  | Włochy · Alessandro Calvi · Marco Orsi · Gianluca Maglia · Christian Galenda                           | 3:13,78  | Grecja · Ioannis Kalargaris · Andreas Zisimos · Apostolos Tsagkarkis · Aristidis Grigoriadis | 3:19,17  |
| Sztafeta 4×200 m stylem dowolnym            | Włochy · Emiliano Brembilla · Marco Belotti · Gianluca Maglia · Filippo Magnini                     | 7:09,44 GR  | Francja · Jérémy Stravius · Kevin Trannoy · Sebastien Bodet · Guillaume Strohmeyer                     | 7:13,27  | Grecja · Andreas Zisimos · Georgios Demetis · Christos Moutsos · Ioannis Giannoulis          | 7:16,39  |
| Sztafeta 4×100 m stylem zmiennym            | Hiszpania · Aschwin Wildeboer Faber† · Melquiades Alverez · Alex Villaecija Garcia · Jose A. Alonso | 3:34,22 GR  | Grecja · Aristidis Grigoriadis · Romanos-Iasonas Alyfantis · Stefanos Dimitriadis · Ioannis Kalargaris | 3:34,71  | Włochy · Enrico Catalano · Fabio Scozzoli · Rudy Goldin · Andrea Rolla                       | 3:35,55  |

Legenda: WR – rekord świata. GR – rekord mistrzostw.

† Aschwin Wildeboer Faber ustanowił nowy rekord na 100 m stylem grzbietowym w czasie 52,38 s.

## Kobiety
| Konkurencja                                 |                                                                                       | Wynik      | | Wynik   | | Wynik   |
| ------------------------------------------- | ------------------------------------------------------------------------------------- | ---------- | --- | ------- | --- | ------- |
| 50 m stylem dowolnym                        | Malia Metella                                                                         | 24,88 GR   | Gigliola Tecchio                                                                                              | 25,56   | − | −       |
| 50 m stylem dowolnym                        | Malia Metella                                                                         | 24,88 GR   | Cristina Chiuso                                                                                               | 25,56   | − | −       |
| 100 m stylem dowolnym                       | Miroslava Najdanovski                                                                 | 55,09 GR   | Theodora Drakou                                                                                               | 55,65   | María Fuster Martínez                                                                                             | 55,80   |
| 100 m stylem dowolnym (paraolimpijskim S10) | Elodie Lorandi                                                                        | 1:03,25    | Esther Morales                                                                                                | 1:03,40 | Sarai Gascon Moreno                                                                                               | 1:04,93 |
| 200 m stylem dowolnym                       | Patricia Castro Ortega                                                                | 1:58,91 GR | Ophélie-Cyrielle Etienne                                                                                      | 1:59,11 | Alice Carpenese                                                                                                   | 2:00,67 |
| 400 m stylem dowolnym                       | Federica Pellegrini                                                                   | 4:00,41 WR | Coralie Balmy                                                                                                 | 4:05,37 | Erika Villaécija                                                                                                  | 4:08,85 |
| 800 m stylem dowolnym                       | Alessia Filippi                                                                       | 8:20,78 GR | Nina Cesar | 8:31,26 | Ophélie-Cyrielle Etienne                                                                                          | 8:32,38 |
| 50 m stylem grzbietowym                     | Elena Gemo                                                                            | 28,60 GR   | Mercedes Peris Minguet                                                                                        | 28,64   | Sanja Jovanović                                                                                                   | 28,65   |
| 100 m stylem grzbietowym                    | Alexianne Castel                                                                      | 1:02,13 GR | Duane Da Rocha Marce                                                                                          | 1:02,30 | Aspasia Petradaki                                                                                                 | 1:02,48 |
| 200 m stylem grzbietowym                    | Alessia Filippi                                                                       | 2:08,03 GR | Duane Da Rocha Marce                                                                                          | 2:11,73 | Alexianne Castel                                                                                                  | 2:12,43 |
| 50 m stylem klasycznym                      | Anastasia Chrystoforou                                                                | 31,12 GR   | Concepción Badillo Díaz                                                                                       | 31,14   | Roberta Panara | 31,19   |
| 100 m stylem klasycznym                     | Roberta Panara                                                                        | 1:08,47 GR | Angeliki Exarchou                                                                                             | 1:08,99 | Giulia Fabbri | 1:09,14 |
| 200 m stylem klasycznym                     | Coralie Dobral                                                                        | 2:26,41 GR | Chiara Boggiatto                                                                                              | 2:26,84 | Angeliki Exarchou                                                                                                 | 2:29,05 |
| 50 m stylem motylkowym                      | Melanie Henique                                                                       | 26,37 GR   | Cristina Maccagnola                                                                                           | 26,65   | Angela San Juan Cisneros                                                                                          | 26,80   |
| 100 m stylem motylkowym                     | Francesca Segat                                                                       | 59,13 GR   | Diane Bui Duyet                                                                                               | 59,24   | Angela San Juan Cisneros                                                                                          | 59,60   |
| 200 m stylem motylkowym                     | Caterina Giacchetti                                                                   | 2:06,89 GR | Mireia Belmonte                                                                                               | 2:06,90 | Paola Cavallino                                                                                                   | 2:10,19 |
| 200 m stylem zmiennym indywidualnie         | Camille Muffat                                                                        | 2:10,36 GR | Mireia Belmonte                                                                                               | 2:13,07 | Anja Klinar | 2:14,24 |
| 400 m stylem zmiennym indywidualnie         | Anja Klinar                                                                           | 4:39,48 GR | Francesca Segat                                                                                               | 4:42,27 | Lara Grangeon | 4:43,54 |
| Sztafeta 4×100 m stylem dowolnym            | Włochy · Erica Buratto · Laura Letrari · Giorgia Mancin · Federica Pellegrini         | 3:40,63 GR | Francja · Malia Metella · Aurore Mongel · Hanna Shcherbalorgeril · Ophélie-Cyrielle Etienne                   | 3:41,65 | Hiszpania · Laura Fernandez Rodriguez · Patricia Castro Ortega · María Fuster Martínez · Angela San Juan Cisneros | 3:43,48 |
| Sztafeta 4×200 m stylem dowolnym            | Włochy · Flavia Zoccari · Erica Buratto · Alice Carpanese · Alessia Filippi           | 7:56,69 GR | Francja · Lara Grangeon · Margaux Febre · Ophélie-Cyrielle Etienne · Sophie Huber                             | 8:05,78 | Hiszpania · Patricia Castro Ortega · Arantxa Ramos Plasencia · Laura Fernandez · Erika Villaécija                 | 8:06,21 |
| Sztafeta 4×100 m stylem zmiennym            | Włochy · Valentina De Nardi · Roberta Panara · Caterina Giacchetti · Livia Travaglini | 4:04,57 GR | Hiszpania · Duane Da Rocha Marce · Concepción Badillo Díaz · Angela San Juan Cisneros · María Fuster Martínez | 4:04,88 | Grecja · Aspasia Petradaki · Angeliki Exarchou · Panagiota Tsialta · Theodora Drakou                              | 4:06,38 |

## Tabela medalowa
| Poz.    | Państwo   |    |    |    | Łącznie |
| ------- | --------- | -- | -- | -- | ------- |
| 1       | Włochy    | 12 | 13 | 14 | 39      |
| 2       | Francja   | 10 | 9  | 5  | 24      |
| 3       | Hiszpania | 8  | 9  | 8  | 25      |
| 4       | Tunezja   | 5  | 1  | 1  | 7       |
| 5       | Serbia    | 2  | 2  | 1  | 5       |
| 6       | Słowenia  | 1  | 2  | 2  | 5       |
| 7       | Chorwacja | 1  | –  | 1  | 2       |
| 8       | Cypr      | 1  | –  | –  | 1       |
| 9       | Grecja    | –  | 5  | 6  | 11      |
| 10      | Algieria  | –  | –  | 1  | 1       |
| Łącznie | Łącznie   | 40 | 41 | 39 | 120     |